# مایکل رول
مایکل رول (انگلیسی: Mickaël Rol؛ زادهٔ ۳۰ اکتبر ۱۹۷۶) بازیکن فوتبال اهل فرانسه است.
از باشگاه‌هایی که در آن بازی کرده‌است می‌توان به باشگاه فوتبال نیس و باشگاه فوتبال المپیک لیون اشاره کرد.